# Антон Фугер
Антон Фугер (на немски: Anton Fugger von der Lilie) е граф на Фугер от линията „Лилията“ (фон дер Лилие) и господар на Кирхберг-Вайсенхорн, търговец и банкер.

## Биография
Роден е на 10 юни 1493 година в Нюрнберг, Херцогство Бавария. Той е третият и най-малък син на банкера Георг Фугер (1453 – 1506) и съпругата му Регина Имхоф (1465/1468 – 1526), дъщеря на Петер Имхоф († сл. 1503) и Регина Валтер (1444 – 1514). Внук е на Якоб Фугер Стари (1398 – 1469) и Барбара Безингер (1419 – 1497). По-малък брат е на Маркус (Маркс) Фугер (1488 – 1511), каноник в Аугсбург, Регенсбург, и Раймунд Фугер (1489 – 1535), граф фон Кирхберг-Вайсенхорн.
През 1525 г. той поема търговската империя на Фугер от бездетния му чичо, Якоб „Богатия“ (1459 – 1525), заедно с брат си Раймунд Фугер и братовчед му Хиеронимус. Антон Фугер е с Якоб Фугер най-значимият член на тази фамилия, която за малко генерации става най-богатата фамилия по това време.
През 1530 г. Карл V го издига на имперски граф. След две години Раймунд и Хиеронимус го признават за шеф на фамилията. През 1534 г. заедно с брат му Раймунд имат право да секат монети и от 1541 г. да управляват юридически страната си. Следващите години той разширява търговията на Фугер до Буенос Айрес, Мексико, Западна Индия. Той подкрепя императорите Карл V и Фердинанд I и е смятан като „Княз на търговците“.
Антон Фугер умира на 14 септември 1560 г. в Аугсбург и е погребан в Бабенхаузен. Той оставя 6 000 000 флоринти и предприятия в Европа, Азия и Америка; преди това фамилията има почти 63 000 000 флоринти.

## Фамилия
Антон Фугер се жени на 5 февруари 1527 г. в Аугсбург за Анна Релингер фон Боргау (* 3 ноември 1511, Аугсбург; † 25 март 1548, Бабенхаузен), дъщеря на Ханс 'Стари' Релингер (1483 – 1553) и Анна Дитенхаймер (1486 – 1563). Те имат единадесет деца:
- Маркус Фугер (1529 – 1597), женен на 1 март 1557 г. в Аугсбург за графиня Сибила фон Еберщайн (* 1531; † 6 септември 1589)
- Анна (1530 – 1549)
- Ханс Фугер (1531 – 1598), женен 1560 г. за фрайин Елизабет Нотхафт фон Вайсенщайн († 16 юли 1582)
- Катарина (1532 – 1585), омъжена на 9 февруари 1553 г. за граф Якоб I фон Монфор-Пфанберг († 1572)
- Регина (1537 – 1584), омъжена август 1555 г. за граф Волфганг Дитрих фон Хардег († 1565)
- Сузана (1539 – 1588, омъжена август 1555 г. в Аугсбург за Балтазар II фон Траутзон, фрайхер цу Шпрехенщайн (ок. 1532 – 1590/ 1597)
- Хиеронимус (1533 – 1573)
- Якоб (1542 – 1598), женен на 27 ноември 1570 г. за Анна Мария Илзунг фон Тратцберг (* 14 февруари 1549, Аугсбург; † 21 февруари 1601, Тратцберг)
- Мария (1543 – 1583), омъжена на 20 октомври 1566 г. за Михаел фон Айтцинг († 1593)
- Вероника (1545 – 1590), омъжена на 20 октомври 1566 г. за Йохан Гауденц, фрайхер фон Шпаур и Флафон на Унтер-Валèр (1530 – 1587)
- Петер (1548 – умира млад)

## Галерия
- Два герба на графовете Фугер (1530)
- Дворецът Фугер в Кирххайм в Швабия 17 век
- Градският палат Фугер в Аугсбург